# Tenca wo Torō! -Uchida no Yabō-
Singles de Yuki Uchida
Ashita wa Ashita no Kaze ga Fuku
(1995)
Tenca wo Torō! (TENCAを取ろう!, ou Tenca wo Torou!), sous-titré : -Uchida no Yabō- (-内田の野望-, ou -Uchida no Yabou-), est le premier single de Yuki Uchida.

## Présentation
Le single sort le 21 octobre 1994 au Japon sur le label King Records. Il atteint la 1re place du classement Oricon, et reste classé pendant quatorze semaines, se vendant à 437 000 exemplaires durant cette période. C'est la première fois qu'une chanteuse en solo classe son premier single à la 1re place de ce classement en première semaine ; il restera également le single d'une chanteuse débutante le plus vendu pendant douze ans, jusqu'aux débuts musicaux de ERIKA en 2006.
La chanson-titre, écrite par Kohmi Hirose et composée par Kyohei Tsutsumi, figurera sur l'album Junjō Karen Otome Moyō qui sortira quatre mois plus tard, puis sur les compilations Present de 1997 et Uchida Yuki Perfect Best de 2010. La chanson en « face B », interprétée en duo avec Ryuichi Ohura, est une reprise adaptée en japonais du tube Hey Paula du duo Paul & Paula, qui fut lui-même n°1 aux États-Unis en 1963. Les deux chansons du single ont été utilisées comme génériques du drama Hanjyū Tamago de Fuji TV, dont Uchida et Ohura sont les vedettes. En plus de la version instrumentale de la chanson-titre, le single contient une quatrième piste non indiquée, contenant un message de la chanteuse.

## Liste des titres
1. Tenca wo Torō! -Uchida no Yabō- (TENCAを取ろう! -内田の野望-?) (3:50)
2. Hey Paula (ヘイ・ポーラ?) (par Yuki Uchida & Ryuichi Ohura) (3:04)
3. Tenca wo Torō! -Uchida no Yabō- (Original Karaoke) (TENCAを取ろう! -内田の野望-) (オリジナル・カラオケ?) (3:50)
4. Uchida Yuki Kara no Message (内田有紀からのメッセージ?) (piste cachée) (0:51)